# 紅頭村
紅頭村，為隸屬台東縣蘭嶼鄉的一個行政區，位於蘭嶼南側，東與東清村、西與椰油村相鄰。

## 特点
村中有兩個部落，分別為紅頭部落（Imaorod）和漁人部落（Iratay）。在紅頭部落的八代灣，為飛魚文化的發源地，也是每年蘭嶼第一個舉行招魚祭的地方。自日治時期，許多的設施都設置於此，包含警察派出所、學校、衛生所（現今蘭嶼別館）、軍營、浮浪人收容所（戰後為蘭指部）、神道教寺廟等。目前，蘭嶼唯一的蘭嶼機場、衛生所、郵局、鄉公所也位於此村。

## 人口
| 年(月底) | 人口數(人) |
| -------- | ---------- |
| 2010     | 1,302      |
| 2011     | 1,387      |
| 2012     | 1,435      |
| 2013     | 1,450      |
| 2014     | 1,478      |
| 2015     | 1,468      |
| 2016     | 1,506      |
| 2017     | 1,469      |
| 2018     | 1,467      |

## 歷屆村長
| 選舉年度 | 姓名   | 黨籍       |
| -------- | ------ | ---------- |
| 2010     | 謝阿生 | 中國國民黨 |
| 2014     | 廖金龍 | 無黨籍     |
| 2018     | 朱生財 | 無黨籍     |
| 2022     | 周明善 | 無黨籍     |

## 紅頭部落

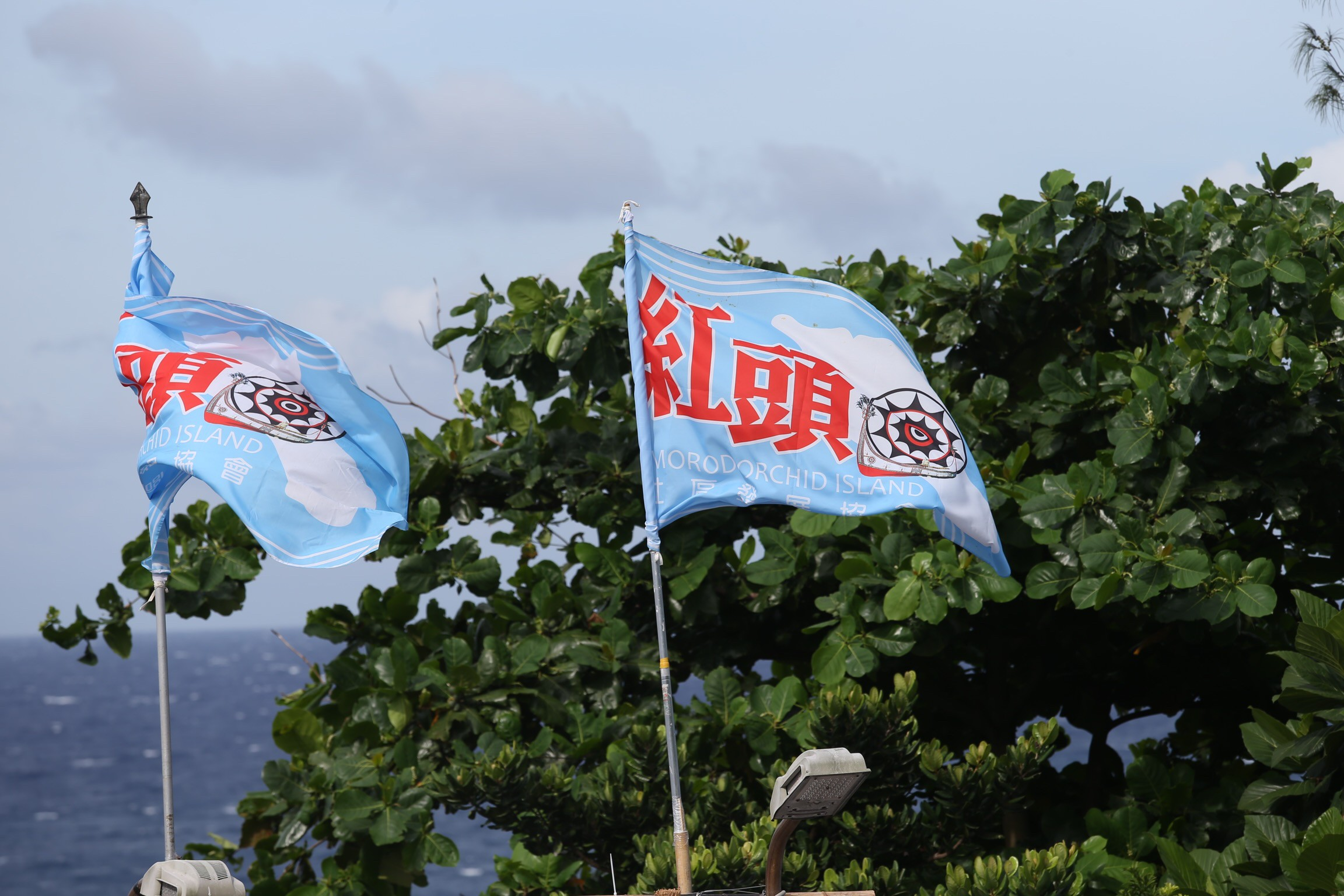
紅頭部落旗

達悟族人稱紅頭部落為「Imaorod」，意指人口眾多。根據傳說，當地天神將石頭和竹子中，投下人間，石頭落在Jikomaimoron山頂上，竹子則落在山腳下，後來石頭與竹子分別蹦出一位男孩。之後兩人的生殖器與膝蓋相互摩擦，各自從左右膝蓋生出一男一女，他們相互結為夫妻並生下後代，卻都是瞎子，最後，他們相互交換，終於有健全的後代。
外來者稱呼
- 1877年，蘭嶼被併入台灣府恆春縣，命名紅頭部落為白石社[4]。
- 1897年，日治時期至此調查的陸軍少校菊池河田剛，以調查隊員姓氏命名紅頭部落為佐野村[4]。
- 1904年，改以達悟語記音片假名。
- 1947年，戰後稱其紅頭部落。

## 漁人部落
達悟族人稱漁人部落為「Iratay」，意指廣大的平原，曾遭受洪災，外村的人又稱此地為Irasapen，意為被洪水掩沒的地方。漁人部落海域的岩石Igan，相傳為天神派遣女兒下凡，與洪水過後僅存的兩兄弟繁衍後代，攀梯而下的地方。
漁人部落為蘭嶼六部落中規模最小的。
外來者稱呼
- 1877年，蘭嶼被併入台灣府恆春縣，命名漁人部落為山腳社[4]。
- 1897年，日治時期至此調查的陸軍少校菊池河田剛，以調查隊員姓氏命名漁人部落為南根村[4]。
- 1904年，改以達悟語記音片假名。
- 1947年，戰後稱其漁人部落。

## 文化資產
蘭嶼氣象站
蘭嶼氣象站建於1941年，時稱紅頭嶼測候所，戰時曾受盟軍轟炸。2005年登錄為台東縣歷史建築。

## 蘭嶼農場
蘭嶼地區警備指揮部
1952年，臺灣警備總司令部在此設立蘭嶼地區警備指揮部，簡稱蘭嶼指揮部、蘭址部，管轄蘭嶼農場嶼管訓隊。蘭嶼指揮部於1997年裁撤，裁撤後土地移交海巡署，後來經鄉公所爭取，於2012年在此興建新的蘭嶼鄉公所廳舍。
中興農場
翠微山莊
天山牧場
復興農莊

## 設施
- 蘭嶼鄉公所（2014年前位於椰油村）
- 蘭嶼衛生所
- 蘭嶼郵局
- 蘭嶼國小（舊址現為紅頭社區發展協會）
- 蘭恩文教基金會
- 紅頭天主堂
- 漁人教會
- 台電蘭嶼服務所
- 龍門港
- 紅頭漁港
- 蘭嶼機場
- 蘭嶼鄉垃圾衛生掩埋場（日治時期為日本軍營[1]）

## 景點
- 八代灣
- 蘭嶼文物館